# زاميا واليسية
زاميا واليسية (الاسم العلمي:Zamia wallisii) هي نوع من النباتات تتبع جنس الزاميا من الفصيلة الزامية.